# 杨世略
杨世略，唐朝史书为唐太宗避讳又作杨略，隋朝末年俚族酋长，民变领袖。
隋朝末年，杨世略占据循州（今广东省惠州市）、潮州（今广东省潮州市）。唐高祖武德五年正月廿七·己酉（622年3月14日），杨世略、刘元进归降唐朝。杨世略将循、潮二州交给唐朝。唐朝任命他为循州总管，林士弘派遣弟弟鄱阳王林药师率兵二万围攻循州，杨世略与他交战，破敌斩林药师，林士弘请降。